# Церковь объединения США
Церковь объединения США (англ. Unification Church of the United States) — американское отделение международного религиозного движения, основанного Мун Сон Мёном в 1954 году. Организация известна массовыми свадебными церемониями, активизмом в сфере традиционных семейных ценностей и синтезом христианской теологии с восточной философией.

## История
Первые миссионеры из Южной Кореи прибыли в США в 1959 году под руководством Янг Ун Ким. К 1965 году Мун Сон Мён лично установил 48 «святых мест» — молитвенных центров в континентальных штатах.
Расцвет движения пришёлся на 1970-е годы, когда тысячи молодых американцев присоединились к церкви. Созданные ими команды собирали пожертвования на церковную деятельность, продавая цветы и конфеты в местах массового помещения. К 1982 году организация владела Теологической семинарией в Нью-Йорке, Газетой The Washington Times, Отелем «Нью-Йоркер» стоимостью $850 тыс.

## Вероучение
Основой доктрины служит «Божественный принцип», из которого следует, что Мун Сон Мён  призван завершить миссию Христа. Ключевые элементы: Церемонии Благословения, где молодые пары верующих вступают в брак, духовное очищение верующих достигается через аскезу и общественное служение.

## Общественные акции
Церковь была известная антикоммунистической направленностью. В 1974 году 3 000 членов церкви провели голодовку у Капитолия в поддержку Никсона во время Уотергейта. Организация финансировала антикоммунистическую программу CAUSA International.

## Современность
После смерти Муна в 2012 году руководство перешло к его вдове Хан Хакча. В 2015 году церковь открыла конференц-центр в Лас-Вегасе стоимостью $25 млн.

### Книги
- Bromley D.G., Shupe A.D. Moonies in America: Cult, Church, and Crusade. — Sage, 1979. — ISBN 0-8039-1284-3.
- Introvigne M. The Unification Church: Studies in Contemporary Religion. — Signature Books, 2000. — ISBN 1-56085-145-7.
- Mickler, Michael L., The Unification Church in America. A bibliography and research guide, 1987. — ISBN 978-0824090401.

### Журналы
- Barker E. Who’d Be a Moonie?. — Social Compass, 1984. — Вып. 31(2).
- Horowitz I.L. Science, Sin and the Reverend Moon. — Society, 1980. — Т. 17(6).